# Weihnukka
"Weihnukka" eller "chrismukka" er den henholdsvis tyske og engelske ironiske betegnelse for en blanding af den kristne jul og jødiske chanukka, der fejres af jøder i kristne samfund. Denne sammenblanding lettes ved flere ligheder: De er begge familiehøjtid, stearinlys tændes, de falder tæt på hinanden, og de giver anledning til større forbrug. Sammenblanding består i optagelsen af traditionelle juleelementer som gaver, der gives alle chanukkahs otte dage; juletræ, i form af en chanukkabusk, og andre former for julepynt.